# وستکس
وستکس (انگلیسی: Vestax) شرکت تجهیزات موسیقی ژاپنی است، که در سال ۱۹۷۷ تأسیس شد.